# Muriel de la Fuente
Muriel de la Fuente ist ein Ort und eine Gemeinde (municipio) mit 55 Einwohnern (Stand: 2024) im Nordwesten der spanischen Provinz Soria in der Autonomen Gemeinschaft Kastilien-León. 

## Lage und Klima
Muriel de la Fuente liegt in der von kleineren Gebirgszügen, Hügeln und Felsen durchsetzten Hochebene im Nordwesten der Provinz Soria in einer Höhe von ca. 1015 m. Die Entfernung zur ostsüdöstlich gelegenen Provinzhauptstadt Soria beträgt ca. 45 km (Fahrtstrecke). Das Klima ist wegen der Höhenlage eher gemäßigt; Regen (ca. 563 mm/Jahr) fällt hauptsächlich im Winterhalbjahr.

## Bevölkerungsentwicklung
| Jahr      | 1970 | 1981 | 1991 | 2001 | 2011 | 2021 |
| Einwohner | 135  | 117  | 89   | 74   | 75   | 54   |

Die zunehmende Mechanisierung der Landwirtschaft sowie die Aufgabe von bäuerlichen Kleinbetrieben und der daraus resultierende Verlust an Arbeitsplätzen haben in hohem Maße zu dem deutlichen Bevölkerungsrückgang seit der Mitte des 20. Jahrhunderts beigetragen.

## Sehenswürdigkeiten
- Nikolauskirche

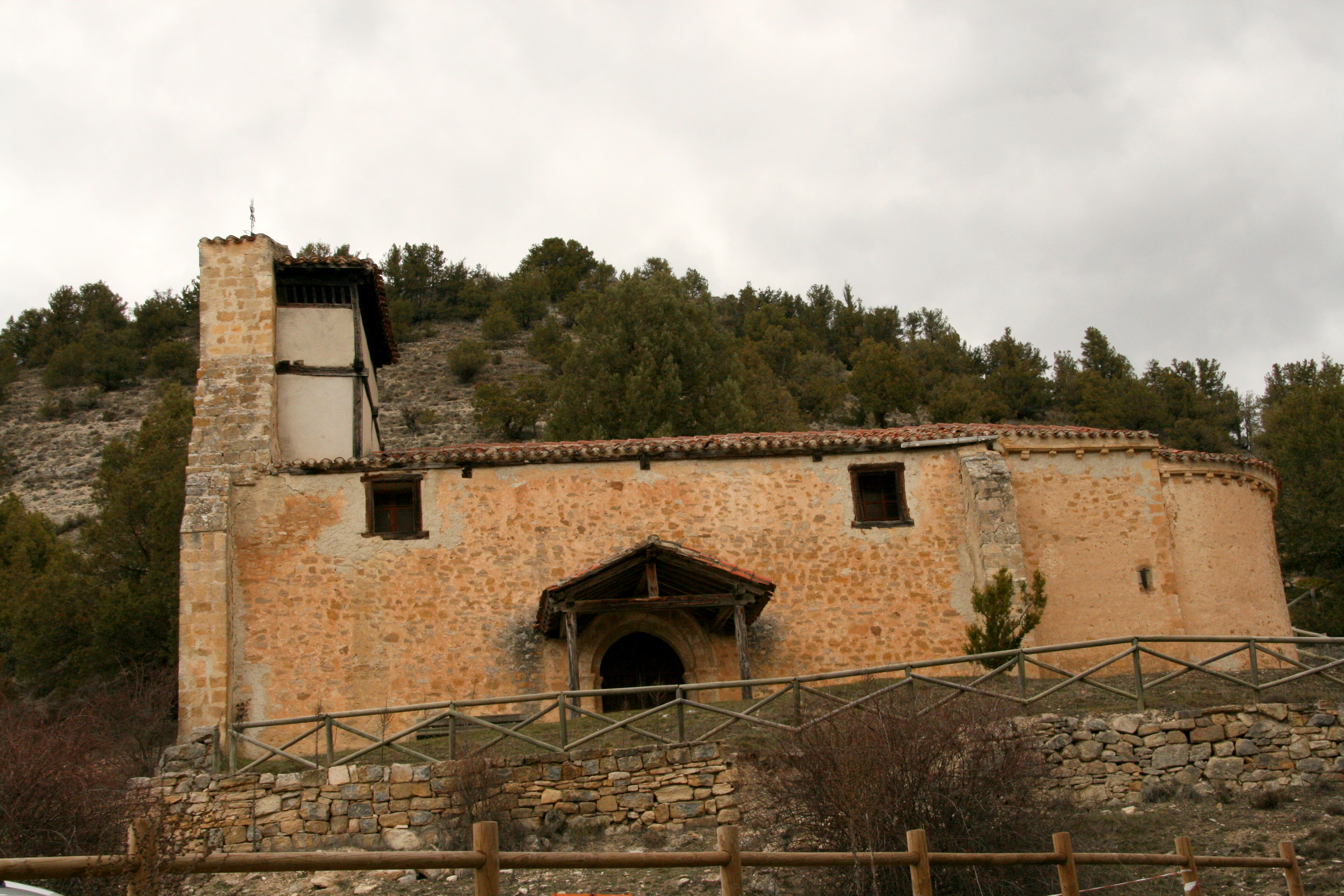
Marienkapelle
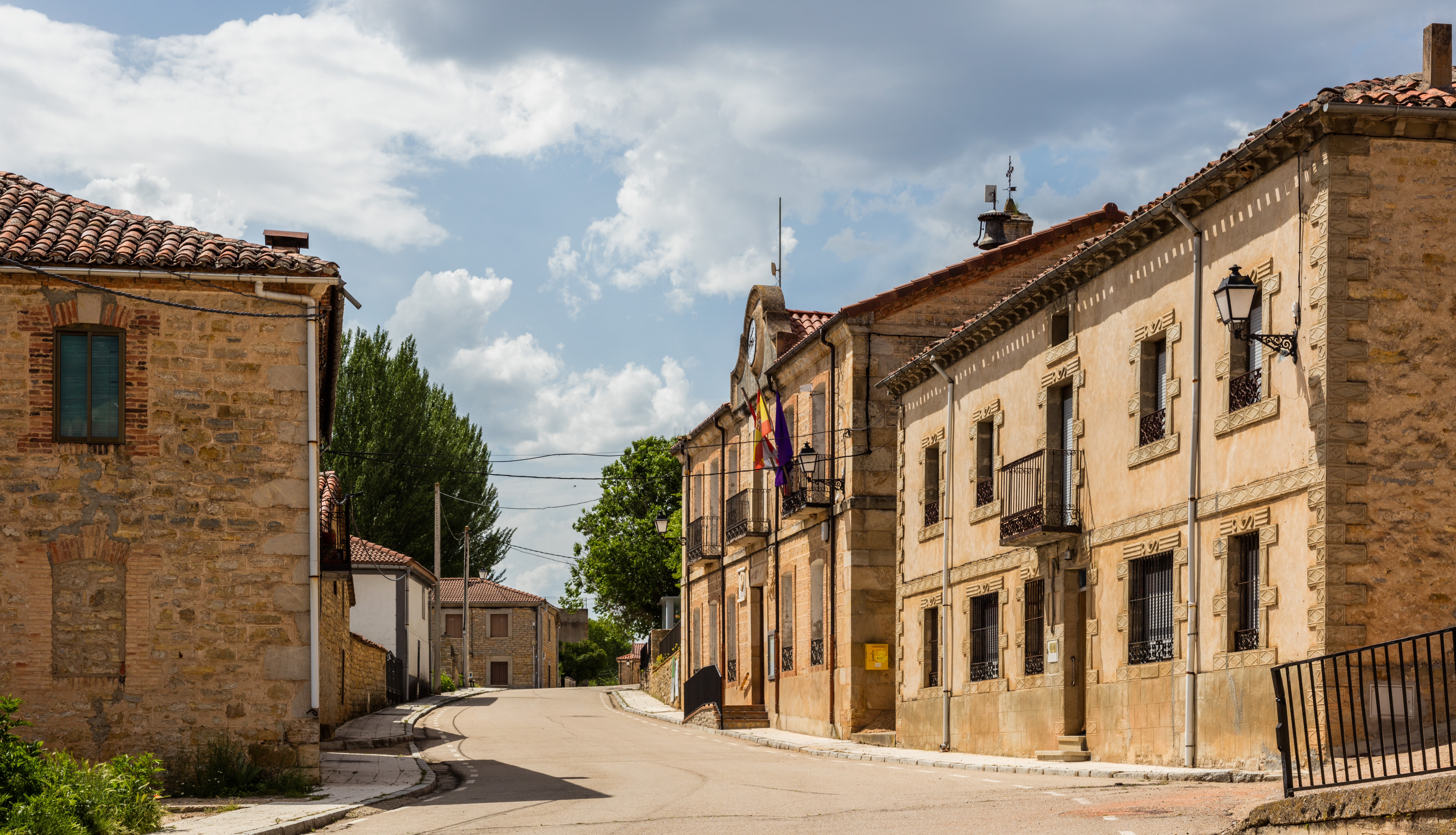
Straße mit Rathaus

- Marienkapelle
- Straße mit Rathaus